# Erasmus Pecher
Erasmus Pecher, auch Asmus Becher (getauft 10. Januar 1606 in Neudek; begraben 15. Oktober 1669 ebenda) war Bürger- und Bergmeister von Neudek.

## Leben
Erasmus Pecher wurde als Sohn des Thomas Pecher (getauft 14. Dezember 1573 in Neudek; begraben 27. März 1616 ebenda), der 1608 des Amt des Bürgermeisters und 1613 die des Richters bekleidete und dessen Ehefrau Magdalena in Neudek im Erzgebirge geboren. Er wurde nach seinem Taufpaten dem Hauptmann Erasmus Zettel benannt. Sein Großvater war der Schneidermeister und Ratsherr Lorenz Pecher (* um 1545). Er war Mitglied einer alten weitverzweigten Familie die urkundlich bereits im 15. Jahrhundert in Neudek erscheint. Pecher, der das Bäckerhandwerk erlernte, erhielt 1627 den Titel Hofbäcker und belieferte somit das herrschaftliche Schloß. Zu Zeiten der Gegenreformation, als in Neudek die Herrschaft und somit auch die Konfession wechselte, nahm er die katholische Religion an. Ab 1646 bekleidete er in seiner Heimatstadt das Amt des Stadtrichters und von 1652 bis 1658 die des Bürgermeisters. 1659 wurde er schließlich zum Bergmeister ernannt, welche Funktion er bis zu seinem Tode 1669 ausübte. Die 1656 im Auftrag des Grafen Humprecht Johann Czernin gegossene Glocke, im Turm der ehemaligen Burg Neudek, trägt u. a. seinen Namen.

## Familie
Erasmus Pecher vermählte sich in erster Ehe um 1628 mit Margaretha (begraben 5. Februar 1645 in Neudek) und in zweiter Ehe am 4. Februar 1646 in Neudek mit Magdalena Hausmann (* um 1625 in Neurohlau). Folgende Kinder erreichten das Erwachsenenalter:
- Maria (getauft 26. August 1629 in Neudek); ⚭ 26. November 1645 in Neudek mit Hans Georg Hahn, Schulmeister und Organist
- Margaretha (getauft 11. November 1634 in Neudek; begraben 29. Dezember 1683 ebenda); ⚭ 10. Januar 1655 in Neudek mit Andreas Pöhner, Fleischhacker
- Magdalena (getauft 28. Mai 1636 in Neudek; begraben 17. August 1694 ebenda); 1.⚭ 9. Januar 1656 in Neudek mit Jacob Schuster; 2.⚭ 9. Januar 1678 in Neudek mit Georg Benedict Leibelt
- Anna Barbara (getauft 6. November 1639 in Neudek); ⚭ 13. Januar 1658 in Neudek mit Johannes Schutt, Bürgermeister
- Anna Elisabeth (getauft 13. Dezember 1646 in Neudek); ⚭ 11. November 1663 in Heinrichsgrün mit Daniel Hutschenreuther
- Hans Jörg (getauft 24. Januar 1652 in Neudek; begraben 6. April 1687 ebenda), Bäcker und Bürgermeister; ⚭ 22. November 1671 in Neudek Anna Maria Heckel